# Willi Aengevelt

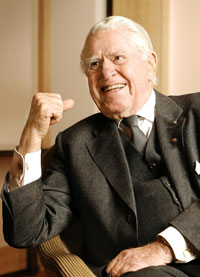
Willi R. Aengevelt

Willi R. Aengevelt (* 22. Oktober 1911 in Düsseldorf; † 9. November 2006 ebenda) war ein deutscher Immobilienmakler.  

## Leben
1928, im Alter von 16 Jahren, trat Willi Aengevelt in das von seinem Vater Leo Aengevelt am 1. April 1910 gegründete Immobilienunternehmen in Düsseldorf ein, übernahm 1936 im Alter von 24 Jahren dessen Leitung und war bis zu seinem Tod insgesamt 78 Jahre aktiv im operativen Geschäft tätig.
Zusammen mit dem Ring Deutscher Makler initiierte er die Verabschiedung von Standesregeln, brachte systematische Ausbildungs- und Fortbildungsprogramme auf den Weg und lobte attraktive Preise für vorbildliche Absolventen der von den Industrie- und Handelskammern abzunehmenden Prüfungen zum Kaufmann der Grundstücks- und Wohnungswirtschaft aus.
1969 nahm Aengevelt seine Söhne Lutz und Wulff O. Aengevelt (* 1947) als geschäftsführende Kommanditisten und dritte Generation in das Unternehmen Aengevelt Immobilien KG auf.
In den 1970er Jahren entwickelte Aengevelt zusammen mit dem „Institut für Wohnungswirtschaft“ an der Universität Köln als Branchenerster statistisch repräsentative Immobilien-Indizes.
Aengevelt initiierte die ersten Public Private Partnerships (damals noch unter dem Begriff Zusammenarbeit mit der Umlegungsbehörde). So konnten Entwicklungen neuer Baukomplexe schnell umgesetzt werden, zum Beispiel Neugestaltungen der Immermannstraße, Berliner Allee, Tucht-Insel, Tausendfüßler, Arrondierungen der Kö-Galerie und Schadow-Arkaden (Düsseldorf).
Das Unternehmen von Willi R. Aengevelt zählt zu den Gründungsstiftern (1993) des Lehrstuhls für Immobilienökonomie an der European Business School und zu den Gründungsstiftern und Kuratoren (2006) der Universitätsstiftung für Immobilienwirtschaft IREBS International Real Estate Business School der Universität Regensburg.

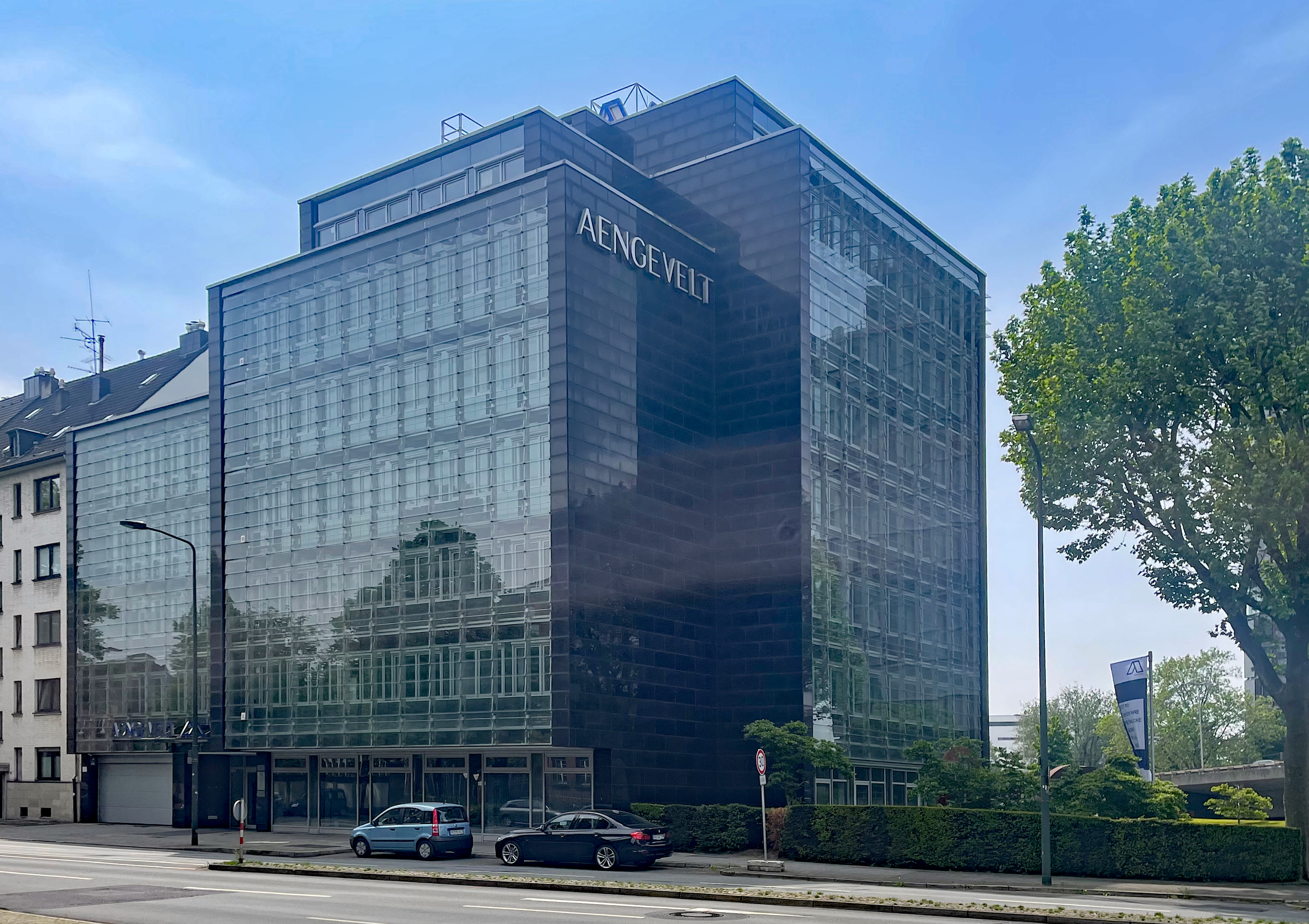
Aengevelt seit 2000 im Gebäude Kennedydamm 55 in Düsseldorf-Golzheim

Aengevelt entwickelte auch Instrumente für wertschöpfendes, umwelt- und städtebauverträgliches Flächenrecycling. Hierbei wurden brachfallende Industrieareale neuen zukunftsfähigen Nutzungen zugeführt, zum Beispiel:
- der HansaPark auf dem ehemaligen Gelände des Gussstahlwerkes von Thyssen, prämiert mit dem Umweltschutzpreis der Landeshauptstadt Düsseldorf
- der Büropark Grafenberg mit dem TTC Thyssen Trade Center
- das ELPRO-Gelände in Berlin-Marzahn
- die Errichtung des Riebeck-Carrees auf dem ehemaligen HASA-tronic-Areal in Halle/Saale
- die Umnutzung des Kaufring-Areals am Airport Düsseldorf zum heutigen Quartier(n)

## Engagement
Neben den beruflichen Aktivitäten unterstützte Willi Aengevelt die integrative Kinder- und Jugendhilfeeinrichtung St. Raphael Haus in Düsseldorf.

## Auszeichnungen
- die goldene Verdienstnadel des Ring-Deutscher-Makler-Bundesverbandes für seine Verdienste um den gesamten Berufsstand
- 1991 die Ernennung zum Ehrenmitglied des RDM-Bezirksverbandes Düsseldorf
- 1994 die Ernennung zum Ehrenvorstand des RDM-Landesverbandes NRW
- 1979 Bundesverdienstkreuz am Bande
- 1988 Bundesverdienstkreuz 1. Klasse
- 1981 die silberne Ehrenplakette der Industrie- und Handelskammer zu Düsseldorf

Im Jahre 2010 benannte die Stadt Düsseldorf eine Straße im Stadtteil Düsseltal nach Willi Aengevelt.
Das Gruppengebäude des St. Raphael Hauses des Caritasverbandes Düsseldorf heißt Willi-Aengevelt-Haus.